# Башкирские восстания
 Башкирские восстания (башк. Башҡорт ихтилалдары) — серия восстаний и бунтов башкир против Русского царства и Российской империи в XVII—XVIII веках.

## Причины восстаний
Основная причина коренилась в опасениях башкир потерять вотчинные права на земли вследствие российской колонизации, а также нарушение других условий присоединения Башкортостана к России. Башкиры выступали за сохранение системы внутреннего самоуправления Башкортостана и выражали недовольство ростом налогов, злоупотреблениями чиновников при их сборе, стремились защитить свои культурно-религиозные и бытовые традиции от попыток христианизации мусульман, ограничением прав местного самоуправления и произволом чиновников. Причинами новых волнений также зачастую являлись последствия предыдущих восстаний (карательные экспедиции, сожжение целых деревень, грабежи и захваты земель и другие).
«В это время их восстания получают уже иную основу; мусульманская пропаганда теряет своё значение, надежды на восстановление магометанского царства почти исчезли, но башкиры, уже раньше жаловавшиеся на единичные захваты их земель, начинают опасаться за само существование своих земельных владений. И в самом деле колонизация сплошной стеной надвигалась на Башкирию…»
Характер, цели, идеи и движущие силы восстаний получили в историографии различную интерпретацию. Одни историки видят в нём проявление социальных и классовых противоречий, подчёркивая ведущую роль социальных низов башкирского этноса, считают, что оно «явилось вооружённым протестом трудовых масс против феодального и национального гнёта» (И. Г. Акманов, А. Н. Усманов). Другие исходят из представлений о специфическом характере взаимоотношений России и Башкирии как этнополитических систем различного уровня цивилизации и определяют характер российского присутствия в Башкортостане как экспансионистский, а после присоединения к России толкуют как форму покорения, доказывая наличие во всех повстанческих движениях башкир средневековой идеологии свободного вассалитета. В Башкирских восстаниях признаётся лидерство социальных верхов, идея отказа от русского подданства, его общенародный характер с признаками преднационального движения и тенденцией создания своей государственности (А. С. Доннелли, Р. Г. Кузеев, Р. Порталь, Н. В. Устюгов). 

## Восстание 1584 годов
В 1584 году Русское царство решила об ликвидации башкирской феодальной знати из Тарханов,  а также стала возводить крепости на землях башкир. И в этот же год башкиры подняли восстание, и отказались платить Москве ясак, бунт шёл на берегах Яика, но оно быстро закончилось и итогом стало отмена ясака, восстание закончилось успехом и придало башкирам уверенность в своих силах.

## Восстание 1633—1635 годов
Возглавляли: Аблай Гирей, Тевкель
Причины:
В 1631 г. Аристов был направлен в Уфимский уезд со своими фискальными мероприятиями, что вызвало Башкирский протест. Первые признаки восстания появились в 1633 году.
Территория: Уфимские, Казанские уезды
Итоги: После пленения султанов Аблая и Тевкеля в 1635 году Уфимская администрация подавила Башкирское сопротивление. Но всё равно после поимки Башкирских вождей, в Зауралье продолжалась война. И всё же часть зауральских башкир продолжали борьбу.

## Восстание  1645 года
Причины: колонизаторский захват башкирских земель русскими и польскими поселенцами, кража табунов принадлежащих башкирам, основание Мензелинского острога на башкирских землях.
Территория: территории Бураевского и Мензелинского кантонов
Итоги: восстание было подавлено

## Восстание 1662—1664 годов

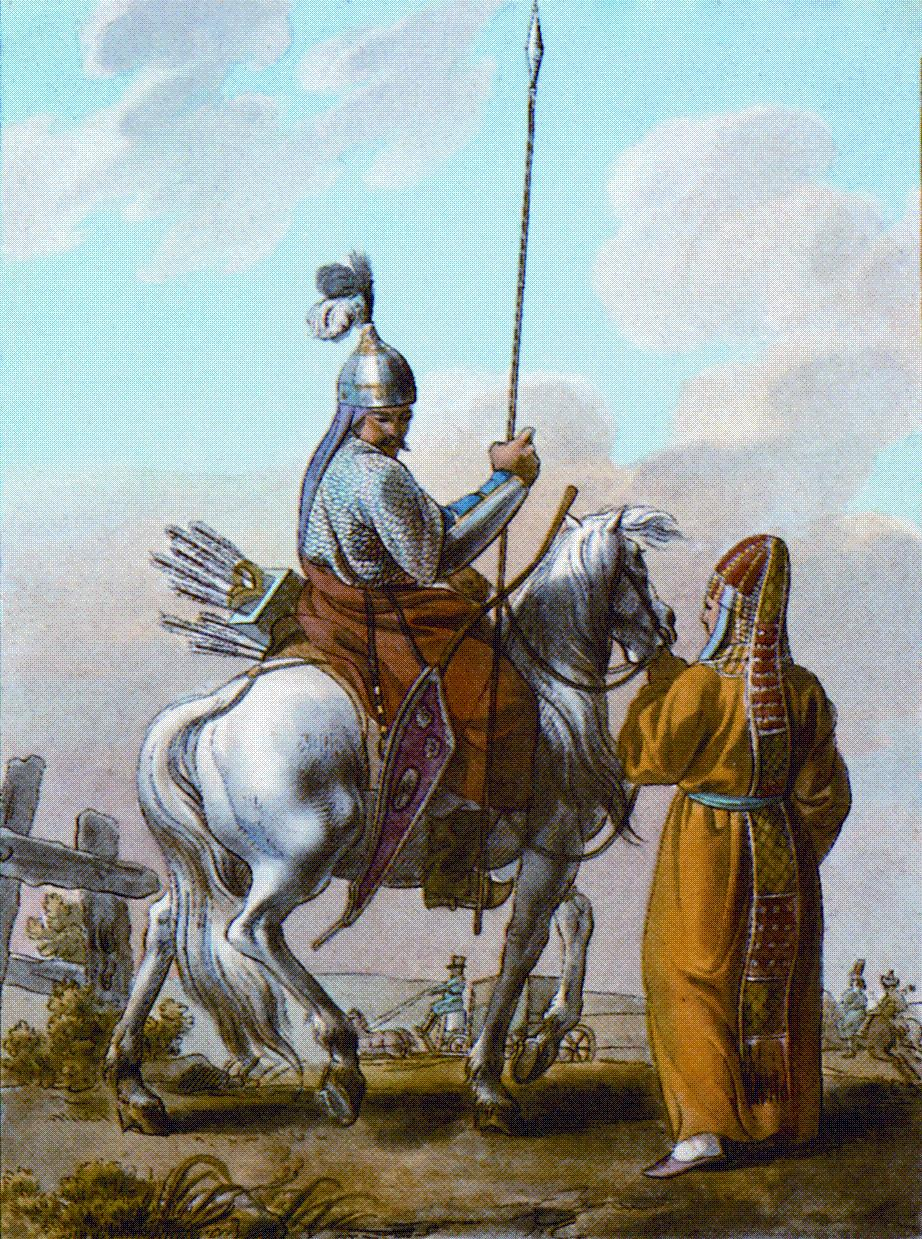
Башкира провожают в поход.

Возглавляли: Азнагул Урускулов, Бекзян Токтамышев, Гаур Акбулатов, Сары Мерген, Урасланбек Баккин и другие.
Причины: несоблюдение условий вхождения в состав Русского государства.
Территория: Верхотурский уезд (Катайский острог, Невьянский и Далматовский Успенский монастыри, Ощепкова крепость, Кунгур, Степановский острог, Ирбитская и Каргинская слободы, Воздвиженская пустынь и др.), Тобольский уезд (Мурзинская слобода, Беляковская слобода, Мехонский острог), Мензелинск, Уфа и другие.
Командующие правительственными войсками: Д. Полуэктов, И. М. Павлов, И. Блудов, У. Сниттер, Ф. Ф. Волконский, В. Бланк и другие.
Итоги: В конце 1663 — начале 1664 гг. состоялись переговоры башкир Ногайской дороги с царскими властями и направленные в Москву послы Актай Досмухаметов и Динмухамет Юлаев были приняты царём Алексеем Михайловичем и получили жалованную грамоту, которые удовлетворяли требования повстанцев. Осенью 1664 года башкиры Казанской дороги направили своих послов на переговоры с уфимским воеводой и прекратили борьбу. Зимой 1665 года башкиры Сибирской дороги заключили договор с тобольским воеводой. Царское правительство удовлетворило основные требования повстанцев (официально подтвердило вотчинное право башкир на землю, обещало прекратить злоупотребления сборщиков налогов и другие).

## Восстание 1681—1684 годов
Возглавляли: Сеит Ягафаров, Кучук Юлаев и др.
Причины: нарушением вотчинного права башкир, произвол администрации Уфимского уезда, рост налогов, попытки насильственной христианизации мусульман и др.
Территория: Ногайская, Казанская, Сибирская и Осинская даруги (Уфа, Мензелинск, Самара, Кунгур и другие)
Командующие правительственными войсками: А. М. Коркодинов, Д. А. Барятинский, Ю. С. Урусов, Н. И. Акинфов, В. И. Лопатин и др.
Итоги: Царское правительство заявило об отказе от политики христианизации мусульман, официально осудило политику захвата башкирских вотчин, удовлетворило требования башкир о соблюдении условий присоединения Башкортостана к России.

## Восстание 1704—1711 годов
Возглавляли: Алдар Исянгильдин, Дюмей Ишкеев, Кусюм Тюлекеев, Иман, Мурат, Уракай Юлдашбаев, Хази Аккускаров и др.
Причины: усиление захвата башкирских вотчин, рост налогов и повинностей, попытки христианизации и произвол уфимской администрации.
Территория: Ногайская, Казанская, Сибирская и Осинская даруги (Уфа, Мензелинск, Самара, Кунгур и другие)
Командующие правительственными войсками: А. С. Сергеев, П. И. Хованский, Л. Парфентьев и др.
Итоги: Было подтверждено вотчинное право башкир на землю, отменены требования прибыльщиков, осуждено насилие со стороны казанской и уфимской администраций.

## Восстания 1735—1740 годов

### Восстание 1735—1736 годов
Возглавляли: Кильмяк Нурушев, Акай Кусюмов, Юсуп Арыков, Тюлькучура Алдагулов, Баюрас Енурусов и др.
Причины: нарушение вотчинных прав на земли и системы внутреннего самоуправления Башкортостана и др.
Территория: Ногайская, Казанская, Сибирская и Осинская даруги.
Командующие правительственными войсками: А. И. Румянцев, И. К. Кириллов, Л. Я. Соймонов, А. И. Тевкелев, В. Н. Татищев, В. А. Урусов, Б. Л. Останков, П. Мартаков, М. С. Хрущёв и др.
Итоги: командой А. И. Тевкелева было сожжено более 50 аулов (Сеянтус и др.), убито 2 тысячи человек. Правительственные указы от 11 февраля 1736 и от 16 февраля 1736 года были нацелены на установление контроля над системой внутреннего самоуправления в Башкирии и провозгласили курс на самое жёсткое подавление восстания. С конца марта 1736 года отрядами И. К. Кирилова сожжены 200 деревень и главная Азиевская мечеть в Башкортостане. Всего по неполным сведениям, повстанцы потеряли свыше 15 тысяч человек. К началу 1737 года все крупные лидеры восставших башкир были арестованы.

### Восстание 1737—1738 годов
Возглавляли: Бепеня Торопбердин, Кусяп Султангулов, Рысай Игембетов, Мандар Карабаев, Сеитбай Алкалин, Тюлькучура Алдагулов и др.
Причины: жестокое подавление движения в 1735—1736 годах, тяжёлые условия принесения повинных и др.
«..Две опаснейшие — Казанская и Ногайская — дороги так разорены, что едва половина осталось, а протчия — Осинская и Сибирская дороги — хотя не столько пропало, однако у всех лошади и скот пропали, деревни пожжены, и не имея пропитания, многие с голоду померли..»
Территория: Ногайская, Казанская, Сибирская и Осинская дороги.
Командующие правительственными войсками: Л. Я. Соймонов, А. И. Тевкелев, В. Н. Татищев, В. А. Урусов, И. С. Арсеньев, Люткин и др.
Итоги: Правительственными силами Л. Я. Соймонова летом — осенью 1737 года было разорено и сожжено более 30 деревень и убито около 900 человек.

### Восстание 1739—1740 годов
Возглавляли: Карасакал (Султан-Гирей), Алланзиангул Кутлугузин, Мандар Карабаев, Султан Арасланбеков, Тилевкей Улатемиров, Булат Зиликеев, Кузяш Рахмангулов, Мендияр Аркаев, Шиганай Бурчаков и др.
Причины: начавшаяся в январе 1739 года перепись населения Башкортостана и др.
Территория:
Командующие правительственными войсками: Я. Павлуцкий, Языков и др.
Итоги: В июне—сентябре 1740 года отстроено 5 аулов, подарено свыше 1 тыс. голов скота. Потери восставших в 1739—1740 гг. составили более 16 тыс. чел.
Всего в ходе восстаний в 1735—1740 гг. были убиты, казнены или сосланы на каторгу свыше 40 тыс. (по данным В. Н. Татищева, около 60 тыс.) башкир.

## Восстание 1755—1756 годов
Возглавляли: Джилан Иткул, Худайберда-мулла, Аликаш Суюндуков, Бикбулат Аркаев, Исмагил Аиткулов, Кучукбай, Акбаш Андрюшев, Мустай Теребердин, Чурагул Минлибаев и др.
Причины: захват вотчинных земель башкир, произвол администрации Оренбургской губернии, рост налогов, попытки насильственной христианизации мусульман и др.
Территория: Осинская, Ногайская и Сибирская даруги.
Командующие правительственными войсками: И. И. Неплюев, А. И. Тевкелев, Исаков, Бахмутов и др.
Итоги: Многие населённые пункты башкир были разорены и сожжены, тысячи повстанцев погибли. Большая часть повстанцев отправили в солдаты и матросы, а часть сослана на каторгу в крепость Рогервик. Царское правительство вернуло право башкирам обращаться с прошениями напрямую к императору, запретило самовольный захват башкирских земель и отказалось от планов насильственной христианизации.

## Восстание 1773—1775 годов

Памятник Салавату Юлаеву в Уфе

Возглавляли: Е. И. Пугачёв, И. Н. Зарубин, Кинзя Арсланов, Базаргул Юнаев, Каранай Муратов, Салават Юлаев, Каскын Самаров, Юлай Азналин, Юламан Кушаев, Баим Кидраев, Абдей Абдуллов и др.
Причины: усиление крепостнического гнёта, колонизация Башкортостана и др.
Территория: Среднее и Нижнее Поволжье, Южный Урал и Западная Сибирь.
Командующие правительственными войсками: З. Г. Чернышёв, Г. А. Потёмкин, Ф. Ю. Фрейман, В. А. Кар, А. И. Бибиков, П. И. Панин, И. И. Михельсон, Ф. Ф. Щербатов, П. М. Голицын и др.
Итоги: В ходе восстания погибли десятки тысяч людей, был нанесён значительный ущерб экономике Оренбургской, Сибирской и других губерний.

## Восстание 1834—1835 годов
Помимо башкир в восстании участвовали и государственные крестьяне, оренбургские казаки, мишари и тептяри (около 40 тыс. человек). Оно было вызвано слухами о предстоящем переводе их всех в удельные крестьяне. Благодаря полной неорганизованности и разрозненности выступлений оренбургский военный губернатор В. А. Перовский сумел быстро подавить восстание.